# Ржевське (Калінінградська область)
Ржевське (рос. Ржевское) — селище Славського району, Калінінградської області Росії. Входить до складу Тимірязевського сільського поселення.
Населення — 576 осіб (2015 рік).

## Населення
| 2002 | 2010 |
| ---- | ---- |
| 183  | ↗576 |